# ثلمة بنكرياسية
الثُّلْمَةُ البَنْكرياسِيَّة (بالإنجليزية: Pancreatic notch)‏، عبارة عن شق بين عنق البنكرياس والناتئ الشصي للـبنكرياس.